# Hygronemobius nanus
Hygronemobius nanus är en insektsart som beskrevs av Desutter-grandcolas 1993. Hygronemobius nanus ingår i släktet Hygronemobius och familjen syrsor. Inga underarter finns listade i Catalogue of Life.